# 樂林路
樂林路（英語：Lok Lam Road）是香港新界沙田區火炭的道路，沿路建中低密度住宅，連接樂信徑、樂蓮徑、樂園徑、松頭下路、樂葵徑和樂楓徑。

## 樂林路住宅
樂林路1－19號，樂怡小築

樂林路12－22號，杏苑山莊

樂林路21號，雅士閣

## 公共交通
港鐵
- █  東鐵綫：火炭站